# Sievers (Adelsgeschlecht)

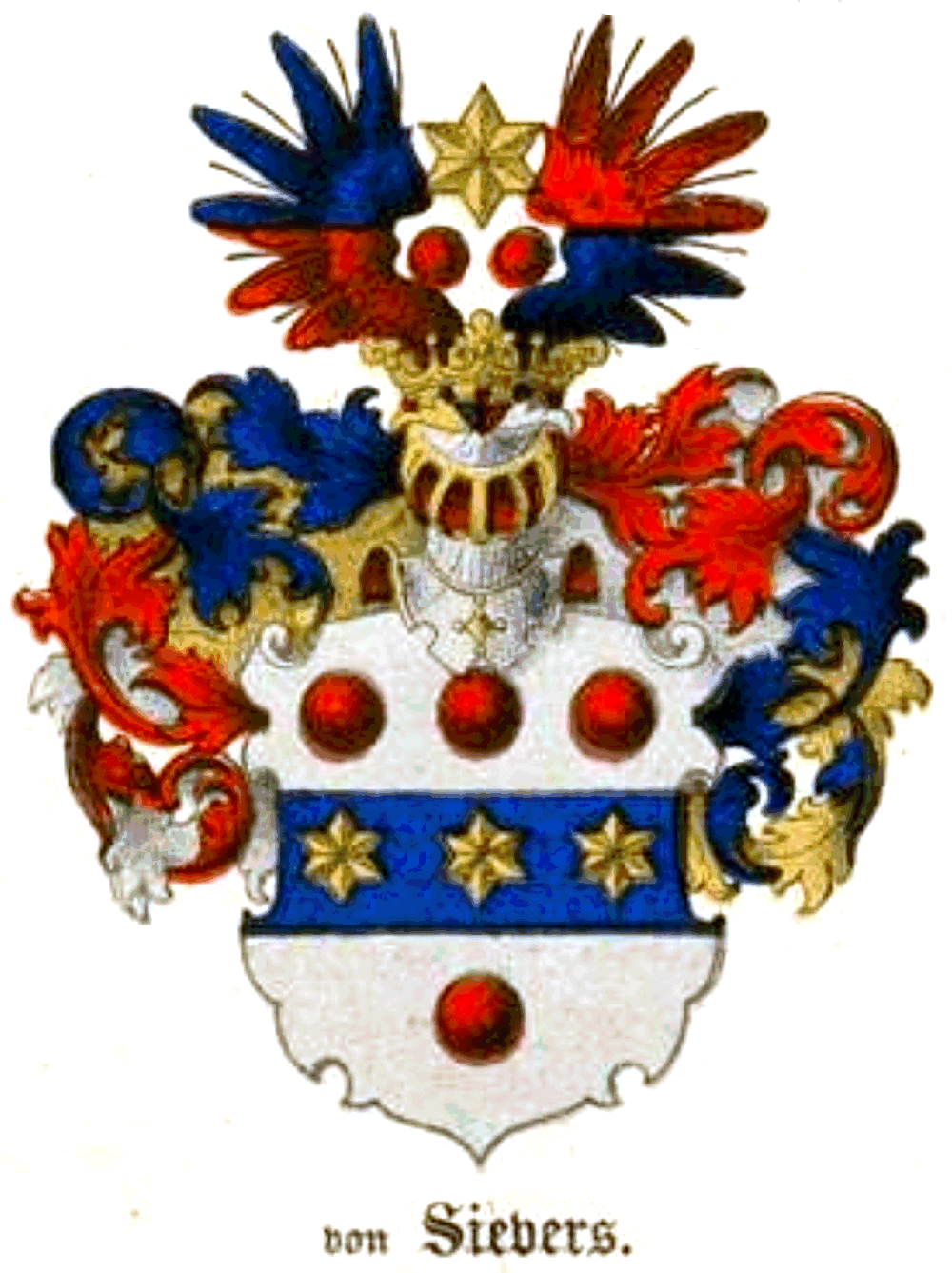
Stammwappen derer von Sievers

Sievers ist der Name mehrerer Adelsgeschlechter, die nicht miteinander verwandt sind bzw. bei denen Verwandtschaftsverhältnisse nicht einwandfrei belegt wurden.
- Holsteinischer Uradel
- Adelsgeschlecht Sivers, begründet von Peter v. Sievers
- Herzog de Sievers Jean Lannes

Der folgende Artikel umfasst lediglich die Nachkommen der Brüder Peter Christian und Joachim Johan von Sievers, die aufgrund ihrer Offiziersränge in der schwedischen Armee spätestens ab 1725 zum russischen Adel gezählt wurden.

## Ritter, Barone und Grafen von Sievers

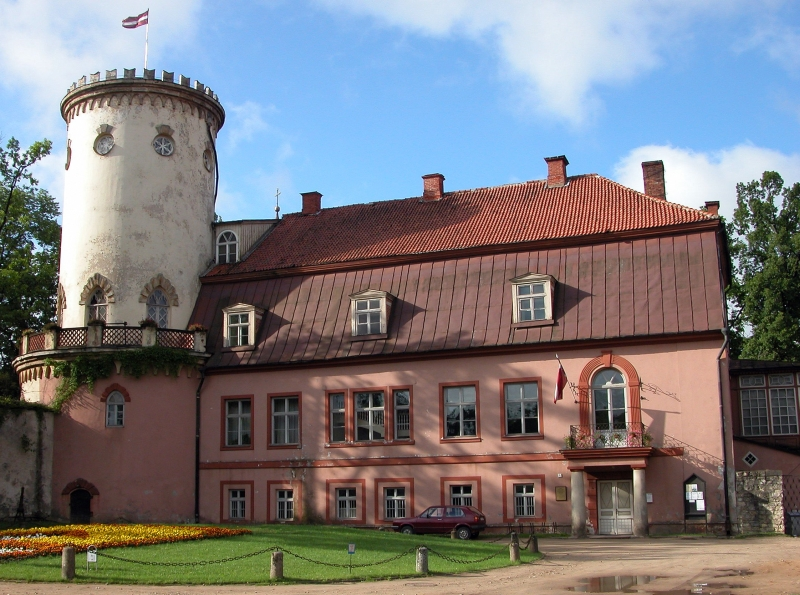
Schloss Wenden, bis 1920 Stammsitz der Grafen v. Sievers

Sievers ist unter anderen der Name eines briefadeligen deutsch-baltisches Geschlechtes, das hauptsächlich im heutigen Lettland, Estland und Russland ansässig war. Später wurden Teile der Familie auch in Holstein, Frankreich und Kroatien sesshaft. Die Familie stammte ursprünglich aus Holstein und ihre Mitglieder sind über den schwedischen Militärdienst in das Baltikum gelangt. Im Jahre 1663 heiratete Johann von Sievers Catharina von Husen, die Tochter des Bürgermeisters von Hapsal Christian von Husen. Genauere Informationen gibt es über seine beiden Söhne Peter Christian (1671–1729, königlich schwedischer Major) und Joachim Johann (1674–1752, königlich schwedischer Kapitän). Joachim Johann verlor im Nordischen Krieg sein Rittergut Satzo und flüchtete nach Finnland. Seine sieben Söhne aus zwei Ehen traten in den russischen (teilweise auch in den holsteiner) Dienst und erwarben in den nächsten Jahrzehnten umfangreiche Güter im Baltikum und Russland. Zwischen den Jahren 1745 und 1798 wurden Teile der Familie in den Freiherrn- bzw. Grafenstand erhoben. Die Grafen von Sievers gelangten ab dem 18. Jahrhundert zu großem politischen Einfluss im Russischen Reich. Ihre Gutshöfe galten als kultureller und wissenschaftlicher Mittelpunkt in Livland. Der Zweig der russischen Grafen hatte seinen Stammsitz im Schloss Wenden (heute Cēsis in Lettland) und der Zweig der deutschen Reichsgrafen u. a. in St. Petersburg und Moskau. Nachkommen des Adelsgeschlechtes leben heute in Lettland und Russland unter bürgerlichen Namen.

### Standeserhöhungen
- Karl von Sievers (1710–1775) wurde vom Kurfürsten Sachsens August III. 1745 als Reichsvikar in den Reichsfreiherrnstand erhoben und schließlich am 15. Februar 1760 als kaiserlich russischer Generalleutnant und Hofmarschall in den deutschen Reichsgrafenstand mit der offiziellen Anrede „Hoch- und Wohlgeboren“ und Wappenbesserung befördert. Er hatte drei Söhne, von denen einer das Geschlecht fortführte.
- 1798 wurden die Brüder Jacob Johann, Peter und Karl E. vom Zaren Paul in den russischen Grafenstand erhoben. Peter und Karl hatten jeweils mehrere Söhne.

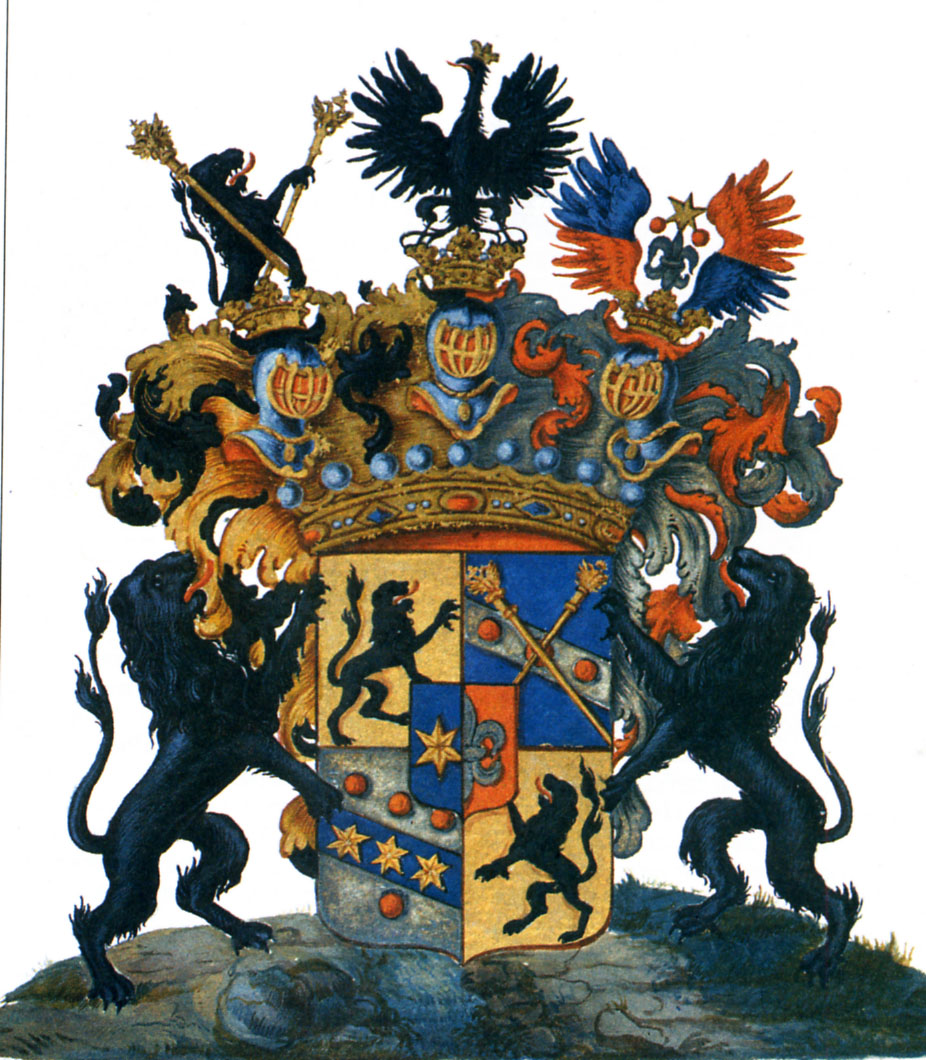
Wappen der Grafen von Sievers

## Wappen
Das Stammwappen zeigt in Silber einen mit drei goldenen Sternen belegten Balken, begleitet von vier (3:1) roten Kugeln. Auf dem Helm mit rechts blau-gold-rot-silbernen und links rot-silber blau-goldenen Helmdecken zwei rote Kugeln nebeneinander, überhöht von einem goldenen Stern zwischen offenem von Blau über Rot übereck geteilten Flug.

## Bekannte Namensträger
- Karl Graf von Sievers (1710–1775), Staatsmann und Oberhofmarschall
- Jacob Johann Graf von Sievers (1731–1808), Reformator, Diplomat und Gouverneur
- David Reinhold von Sievers (1732–1814), russischer Offizier und Landrat von Cismar
- Karl Eberhard Graf von Sievers (1745–1821), Offizier im Dienst von Holstein, Österreich und Russland
- Karl Friedrich von Sievers (1761–1823), dänischer und später russischer Verwaltungsjurist
- Carl Gustav Graf von Sievers (1772–1856), Gouverneur von Preußen
- Johann von Sievers (1774–1843), russischer General
- Johann Graf von Sievers (1778–1827), russischer General
- Ernst Peter von Sievers (1795–1876), Präsident des livländischen Hofgerichts
- Leopold Graf von Sievers (1813–1875), russischer Diplomat in Belgien und der Niederlande
- Carl Georg Graf von Sievers (1814–1879), livländischer Archäologe
- Eugen Graf von Sievers (1818–1893), russischer General und Mitglied im Kriegsrat
- Emanuel Karlowitsch Graf von Sievers (1817–1909), russischer Senator und Oberhofmeister
- Alexander Graf von Sievers (1823–1887), Gouverneur von Moskau
- Kissa von Sievers, geborene Katharina von Sievers, (1889 auf Schloss Wenden, Livland; † nach 1919), Schauspielerin der Stummfilmzeit.
- Edward Graf von Sievers (1900–1979), bekannt als Sampson Sievers, russisch-orthodoxer Priester und Mönch